# Provinca Leon
Provinca Leon (špansko: [leˈon]; leonsko: Llión [ʎiˈoŋ]; galicijko: [leˈoŋ]) je provinca severozahodne Španije v severozahodnem delu avtonomne skupnosti Kastilija in Leon.
Približno četrtina 463.746 prebivalcev (2018) živi v glavnem mestu León. Podnebje je suho, pozimi hladno in poleti vroče. To ustvarja popolno okolje za vzgojo vinogradov in vse vrste suhomesnatih proizvodov, kot sta leoneška "Morcilla" in "Cecina".
V provinci sta dve slavni rimskokatoliški stolnici, glavna v Leónu in druga v Astorgi. Provinca si deli narodni park Picos de Europa (v pogorju Picos de Europa) s Kantabrijo in Asturijo. Ima 211 občin.

## Zgodovina
Provinca Leon je bila ustanovljena leta 1833 z novo špansko upravno organizacijo regij  in provinc, ki je nadomestila nekdanja kraljestva. Leonsko regijo so sestavljale province León, Salamanca in Zamora.
Do leta 1833 je neodvisno kraljestvo Leon, ki leži na severozahodu Iberskega polotoka, ohranilo status kraljestva, čeprav ga je dinastična zveza prinesla pod kastiljsko krono. Kraljevina Leon je bila ustanovljena leta 910 n. št., ko so krščanski knezi Asturije vzdolž severne obale polotoka svoj glavni sedež iz Ovieda prestavili v mesto León. Atlantske province so leta 1139 postale Kraljevina Portugalska.
Vzhodni, celinski del kraljestva je bil dinastično priključen Kraljevini Kastiliji najprej 1037–1065, spet 1077–1109 in 1126–1157, 1230–1296 in od leta 1301 dalje. Leon je ohranil status kraljestva do leta 1833, sestavljali pa so gaAdelantamientos Mayores, kjer so leoneški Adelantamiento sestavljala ozemlja med Picosom de Europa in reko Duero.
Po podatkih Unesca je Kraljevina Leon leta 1188 razvila prvi parlament v Evropi. Leta 1202 je parlament potrdil gospodarsko zakonodajo, ki ureja trgovino in cehe.
Leta 2021 je Ljudska Zveza Leon (Unión del Pueblu Llionés) vložila predlog, v katerem so zahtevali ustanovitev posebne avtonomne skupnosti v Leonu, ki bi se odcepila od Kastilije. Velika večina prebivalstva v Leonu (81%) podpira načrtovano avtonomijo. Tudi jo podpirajo politične stranke in skupnosti v Kastiliji, ki želijo združitev Kastilije in Kastilije - Manče v enotni Kastiliji. Predlog leonske avtonomije bi priključil tudi provinci Zamora in Salamanca k Leonu zaradi zgodovinskih vzrokov, ker sta nekoč pripadali Kraljevini Leon. Čeprav je komaj več kot polovica tamkajšnjega prebivalstva za združitev njihovih provinc z bodočo avtonomno skupnostjo Leon.

## Jezik
Deželna vlada Leona je z jezikovnimi združenji podpisala sporazume za promocijo leonskega jezika. Leonščino poučujejo v mestu León, Mansilla de las Mulas, La Bañeza, Valencia de Don Juan ali Ponferrada za odrasle in v šestnajstih šolah v Leonu. Mestni svet Leóna piše nekaj svojih objav v leonskem jeziku, da bi promoviral jezik. Jezikoslovci večinoma imajo leonščino za različico asturščina. Obe pripradata jezikovnemu sistemu, ki se imenuje asturleonščina.
V zahodnem delu El Bierza, najbolj zahodnega dela province, se v šolah govori in uči galicijski jezik.

## Podnebje
Kar zadeva temperature, je podnebje na splošno mrzlo zaradi nadmorske višine in obilice zmrzali (ki traja od novembra do maja), ki je bolj intenzivna v gorskih območjih, kjer temperature dosežejo -18 ° C. Vega de Liordes, enklava v Leonu v območju Picos de Europa, ki pripada občini Posada de Valdeón, je 7. januarja 2021 registrirala -35,8 ° C.

## Kuhinja
Embutidos
- Cecina de León: iz govedine. V leonskem jeziku cecina pomeni »meso, ki je bilo soljeno in posušeno z zrakom, soncem ali dimom«. Cecina de León je narejena iz zadnjih govejih nog, soljenih, prekajenih in sušenih na zraku v provinci Leon, in ima status ZGP.
- Botillo: iz prašiča. Tradicionalno v zahodnoleonskih regijah, botiellu v leonščini ali botelo v galicijščini, je jed iz z mesom polnjenega svinjskega črevesa. Je kulinarična posebnost grofije El Bierzo in tudi regije Trás-os-Montes na Portugalskem. Ta vrsta embutido je mesni izdelek, narejen iz različnih kosov, ki so ostali od kolin prašičev, vključno z rebri, repom in kostmi, na katerih je ostalo malo mesa. Ti so sesekljani, začinjeni s soljo, poprom, česnom in drugimi začimbami; polnjeno v slepo črevo prašiča in delno obdela s prekajevannjem. Vključuje lahko tudi prašičji jezik, lopatico, čeljust in hrbtenico, vendar nikoli ne presega 20 % celotne prostornine. Običajno se uživa kuhano, v rjuhi. Ima tudi status ZGP.

Sir
- Queso de Valdeón (sir Valdeón): modri sir, proizveden v Posada de Valdeon, ki je pred pošiljanjem na trg tradicionalno zavit v kostanjeve ali belega javorja liste.

Vino
- Bierzo: na zahodu province Leon in pokriva približno 3000 km². Območje je sestavljeno iz številnih majhnih dolin v gorskem delu (Alto Bierzo) in širokih planot (Bajo Bierzo). Denominación de origen zajema 23 občin.
- Tierra de León: na jugovzhodu province Leon.

Sladice
- Mantecadas de Astorga
- Hojaldres de Astorga
- Lazos de San Guillermo
- Nicanores de Boñar

## Kultura
Ruta de la Plata (srebrna cesta, stara rimska cesta) teče skozi provinco v smeri sever-jug, pot svetega Jakoba (špansko Camino de Santiago) pa v smeri vzhod-zahod. Stolnica v Leonu je eden vrhuncev Camino de Santiago. S kulinaričnega vidika je treba omeniti na zraku posušene klobase (embutidos) ter vina Bierzo in Valdevimbre-Los Oteros.
Regionalno politično in kulturno gibanje Leonesismo, ki poziva k večji avtonomiji znotraj meja starega kraljestva Leon, podpira pa tudi folkloro, tečaje leonščine in regionalno gastronomijo, vpliva zunaj province Leon.